# 萊克伍德 (紐約州)
萊克伍德（英語：Lakewood）是位於美國紐約州學托擴縣的村。

## 人口
根據2020年美國人口普查的數據，萊克伍德的面積為5.08平方千米，皆為陸地。當地共有人口2993人，而人口密度為每平方千米589人。